# Queta Garay
María Enriqueta Garay Villarreal (Villaldama, Nuevo León, 26 de enero de 1935-Ciudad de México, 20 de agosto de 1980), conocida como Queta Garay, fue una cantante mexicana.

## Biografía y carrera
María Enriqueta Garay Villarreal nació el 26 de enero de 1935 en Villaldama, Nuevo León, hija de Enrique Garay y Leonor Villareal. En 1944, se fue a vivir a Monterrey, donde estudió en el Colegio Excélsior. De igual forma, en dicha ciudad comenzó a tomar clases de baile y piano. Tiempo después, empezó a trabajar en una estación Radiofónica de la XEOK, en la que rápidamente se estableció como presentadora y cantante de un programa de radio. En fecha desconocida, contrajo matrimonio con un hombre llamado Leandro Espinoza Cárdenas, del que se divorció también en una fecha que se desconoce.
Posteriormente, emigró a la Ciudad de México para perseguir una carrera formal como artista musical, misma que la llevó a firmar un contrato con discos DIMSA, discográfica con la que en 1959 grabó un LP. En 1965, recibió de los medios de comunicación el «trofeo Radio Éxito» por su versión de la canción «Chica ye ye». Entre 1963 y 1964, obtuvo cinco premios «Ángeles» por la popularidad de sus canciones, así como cinco «Micrófonos de oro» otorgados por la Asociación Nacional de Locutores. En su carrera musical, grabó un total de cuatro discos, lo que la convirtió en una de las artistas de mayor reconocimiento de su época.

### Muerte
El 20 de agosto de 1980, Garay falleció en la Ciudad de México a los 45 años de edad, a causa de un paro cardíaco respiratorio no traumático, y una necrosis tubular aguda. Su cuerpo fue sepultado en una cripta del Panteón Jardín, ubicado en la misma ciudad.

## Discografía

### Álbumes
| Año         | Título            | Discográfica |
| 1963        | Dominique         | Eco          |
| 1965        | La Chica ye-ye    | Eco          |
| Desconocido | El Cristo         | Audioton     |
| Desconocido | Éxitos americanos | DIMSA        |